# Zenia insignis
Zenia insignis е вид растение от семейство Бобови (Fabaceae). Видът е почти застрашен от изчезване.

## Разпространение
Разпространен е в Китай и Виетнам.